# COTS
L'espressione ”componente COTS” o componente OTS, in inglese (Commercial) Off-the-Shelf component, si riferisce a componenti hardware e software disponibili sul mercato per l'acquisto da parte di aziende di sviluppo interessate a utilizzarli nei loro progetti. L'uso di componenti COTS hardware rappresenta una possibilità consolidata; la stessa espressione "COTS" applicata al software viene usata per designare l'uso di applicazioni acquistabili sul mercato già pronte all'uso e si contrappone alla necessita' di dover sviluppare le stesse funzionalita' in proprio.
Un ambito in cui la pratica di acquisizione di COTS per lo sviluppo di software è ormai consolidata è, per esempio, quello dei sistemi di gestione aziendale: sono infatti ormai presenti (nel mondo open source come in quello proprietario) componenti dotati di funzionalità già attive, che possono essere assemblati per l'implementazione di soluzioni gestionali ad-hoc. Questa pratica è diffusa soprattutto laddove si necessita di un livello avanzato di personalizzazione del sistema aziendale, non ottenibile tramite l'utilizzo di soluzioni standard.
Un prodotto COTS può infatti essere adoperato in alternativa a componenti sviluppati internamente all'azienda. Nell'ambito di progetti di sviluppo hardware e software, questa pratica è spesso una strategia volta a contenere i costi di sviluppo e manutenzione. Nel caso di componenti hardware, spesso anche i costi di produzione unitari del prodotto finale sono ridotti, dato che i componenti COTS sono ottimizzati e prodotti su scala più vasta rispetto a componenti equivalenti dedicati sviluppati internamente. Semplificando, si può considerare i COTS funzionalità e/o applicativi già pronti per l'uso.

## Esempi di componenti COTS
- In elettronica:
  - Componenti elettronici discreti e integrati di funzione e caratteristiche standardizzate.
  - Microprocessori: DSP, microcontrollori, processori general purpose.
- In informatica:
  - Librerie di oggetti o funzioni di utilità generale o specializzate.
  - Software Framework.
- In ambito del procurement militare per COTS si può intendere l'acquisto di un mezzo (un elicottero o un blindato, per esempio) già disponibile su mercato civile, opportunamente modificato per soddisfare gli standard militari.